# (9329) Nikolaimedtner
(9329) Nikolaimedtner ist ein Asteroid des Hauptgürtels, der am 2. März 1990 von dem belgischen Astronomen Eric Walter Elst am La-Silla-Observatorium der Europäischen Südsternwarte in Chile (IAU-Code 809) entdeckt wurde.
Der Asteroid gehört der Vesta-Familie an, einer großen Gruppe von Asteroiden, benannt nach (4) Vesta, dem zweitgrößten Asteroiden und drittgrößten Himmelskörper des Hauptgürtels.
(9329) Nikolaimedtner wurde am 18. März 2003 nach dem russischen Komponisten und Pianisten Nikolai Karlowitsch Medtner (1880–1951) benannt, der von der Presse zusammen mit Alexander Konstantinowitsch Glasunow, Paul Juon und Sergei Iwanowitsch Tanejew das Etikett eines „russischen Brahms“ aufgeprägt bekam, weil sie Elemente der national-russischen Schule mit westeuropäischen Einflüssen verbanden.